# آلگودونس (نیومکزیکو)
الگادانس، نیو مکزیکو (به انگلیسی: Algodones, New Mexico) یک منطقهٔ مسکونی در ایالات متحده آمریکا است که در نیومکزیکو واقع شده‌است.

## خصوصیات
الگادانس ۱۸٫۹ کیلومترمربع مساحت و ۶۸۸ نفر جمعیت دارد و ۱٬۵۵۸ متر بالاتر از سطح دریا واقع شده‌است.